# کوتس کراسینگ، نیو ساوت ولز
کوتس کراسینگ (به انگلیسی: Coutts Crossing) یک شهرک در استرالیا است که در نیو ساوت ولز واقع شده‌است.